# Радисав Станојловић
Радисав Ј. Станојловић (Вукосавци код Аранђеловца, 14. фебруар 1873 — Марибор, 27. август 1931) је био српски официр и југословенски армијски генерал. Од 1923. до 1927. године је био начелник Одељења за ваздухопловство Министарства војске и морнарице, а од 1927. до 1930. године је био Командант ваздухопловства Краљевине СХС/Југославије. Веома је заслужан за развој и модернизацију Југословенског војног и цивилног ваздухопловства..

## Биографија
Радисав Ј. Станојловић је рођен у селу Вукосавци (Aранђеловац). Основну школу је завршио у родном месту, а нижу и вишу школу Војне академије завршио је у Београду. Од војних школа завршио је и генералштабну припрему. После завршене војне академије био је распоређен у инжењерију Српске војске. Био је један од учесника Мајског преврата 1903. године, у коме је имао задатак да од динамита који је донет из Ниша, у канцеларији Главног генералштаба, где је радио као приправник, направи патроне којима ће бити срушена врата у двору. Прославио се у Балканским ратовима и Првом светском рату. Након Првог светског рата свим својим потенцијалима се укључио у организацију и побољшање оружаних снага нове државе. Службовао је у инжењерији и ваздухопловству, а највиши чин који је имао је био чин армијског ђенерала. За време његовог руковођења ваздухопловством модернизовани су постојећи аеродроми и изгрђени нови, формирано је и стабилизовано ваздухопловно школство, створена солидна кадровска основа, ваздухопловство је опремљено новим модерним авионима, подстакао је развој домаће ваздухопловне индустрије и ваздзхопловство довео на ниво самосталног рода војске. Преминуо је на службеном путу у Марибору 27. августа 1931. године. Иза њега је остало троје деце, два сина такође официра југословенске војске и једна кћер.